# Unterwiesenbach
Unterwiesenbach ist ein Gemeindeteil von Wiesenbach im schwäbischen Landkreis Günzburg in Bayern. Das Kirchdorf liegt in einem westlichen Seitental der Günz am Schwarzbach.

## Geschichte
Seit 1225 sind Güter des Klosters Elchingen im Ort erwähnt. Der Ort diente wohl im 13. Jahrhundert als Sitz derer von Wiesenbach, da sich circa 600 Meter südöstlich der Kirche ein Burgstall befindet. 
Unterwiesenbach gehörte seit 1447 zum Kloster Roggenburg. Infolge der Erweiterung des Klosterbesitzes wurde Unterwiesenbach Sitz eines Klostervogtes. 
Am 1. Mai 1978 wurden die bisher selbständigen Gemeinden Oberegg und Oberwiesenbach in die Gemeinde Unterwiesenbach eingegliedert.
Am 31. Oktober 1978 wurde der Name der Gemeinde Unterwiesenbach amtlich in Wiesenbach geändert.

## Baudenkmäler
Siehe auch: Liste der Baudenkmäler in Unterwiesenbach
- Katholische Filialkirche St. Stephanus, Laurentius und Vitus

## Söhne von Unterwiesenbach
- Johann Nepomuk Krieger (1865–1902), Zeichner und Selenograph
- Eugen Wohlhaupter (1900–1946), Rechtshistoriker